# Karl Krolow
Karl Krolow, pseudonym Karol Kröpcke ,  född den 11 mars 1915 i Hannover, död den 21 juni 1999 i Darmstadt, var en tysk författare och lyriker.

## Biografi
Krolow föddes och växte upp i en tjänstemannafamilj i Hannover där han också gick i läroverket. Under åren 1935–1942 studerade han germanska och romanska språk, filosofi och konsthistoria vid universiteten i Göttingen och Breslau.
Krolow, som varit medlem i Hitlerjugend från 1934, gick med i NSDAP 1937 och från 1940 hade han dikter publicerade i nazistiska propagandatidskrifter såsom Krakauer Zeitung. Från 1942 arbetade han som frilansskribent baserad i Göttingen. Under 1943–1944 skrev han i den nazistiska veckotidningen Das Reich. Han flyttade 1956 till Darmstadt, där han verkade som fri författare fram till sin död.
Krolow framträdde först med naturlyrik men närmade sig sedan surrealismen. Från 1950-talet ansågs han vara en av de största poeterna i efterkrigstidens tyska litteratur.
Han arbetade också som översättare från spanska och franska och skrev egna prosaverk samt var även verksam som kritiker.

## Utmärkelser
För sitt omfattande och varierande arbete fick Krolow flera utmärkelser, bland annat 
- Georg Büchner-priset (1956)
- Großer Niedersachsen Kunstpreis (1965)
- Goethe-Plakette des Landes Hessen (1975)
- Grand Order of Merit för Förbundsrepubliken Tyskland
- Rainer Maria Rilke-priset för poesi (1976)
- Hedersdoktor vid Technische Universität Darmstadt
- Hessischer Kulturpreis (Hessiska Kulturpriset) (1983)
- Großer Literaturpreis der Bayerischen Akademie der Schönen Künste (1985)
- Friedrich-Hölderlin-Preis i Bad Homburg (1988)